# 绰罗斯·古尔金

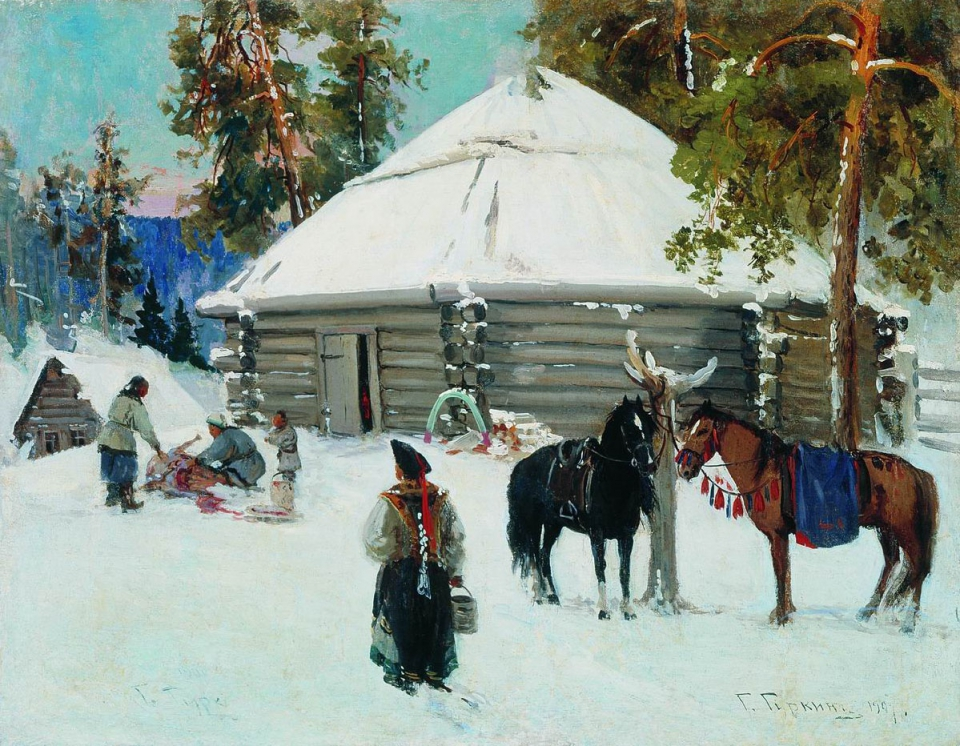
阿尔泰人及其Čador

绰罗斯·古尔金（羅馬化：Čoros Gurkin，格里历1870年1月24日—1937年10月11），绰罗斯氏，北多览葛卫拉特突厥语乌梁海族（今阿尔泰族）沙俄公民，著名写实派象征主义风景油画绘师。俄语名格里戈里·伊万诺维奇·古尔金（俄語：Григо́рий Ива́нович Гу́ркин）或将其卫拉特姓与俄姓合并作格·伊·绰罗斯-古尔金（俄語：Г. И. Чорос-Гуркин）。
绰罗斯氏于1878年在乌剌鲁的一所圣像绘制学校就读，并成为专业绘师。此后，他成为布尔罕教运动的推动者。他曾在乌剌鲁和比斯克工作过。
绰罗斯·古尔金的很多作品是关于他家乡山区风景，以及不同类型的民居。
绰罗斯·古尔金1925年回到苏俄投身教育事业，于大清洗中遭处决杀害。